# Ecatepec de Morelos
San Cristóbal Ecatepec és la ciutat més gran i pràcticament coextensiva amb el municipi d'Ecatepec de Morelos, del qual és la ciutat capçalera. El nom d'Ecatepec es deriva del nàhuatl que vol dir puig ventós, un nom alternatiu o invocació de Quetzalcóatl. Morelos, per altra banda, és el nom de l'insurgent de la independència de Mèxic, José María Morelos.
El municipi d'Ecatepec, pertany a l'estat de Mèxic. És situat al nord-oest de la ciutat de Mèxic; de fet, limita amb una de les delegacions del Districte Federal, i és part de l'àrea metropolitana de la ciutat de Mèxic. El 2005, tenia 1,6 milions d'habitants, fent-la la segona ciutat més gran de l'àrea metropolitana, després de la ciutat de Mèxic. Tot i que moltes fàbriques industrials s'hi troben, el municipi és una de les àrees més pobres de la conurbació.
Té tres biblioteques funcionals que estan dins de tres avions rehabilitats i instal·lats l'any 2011.